# Limprichtia
Limprichtia es un género de briófitos hepáticas perteneciente a la familia Amblystegiaceae. Comprende 6 especies descritas y de estas, solo 3 aceptadas:

## Taxonomía
El género fue descrito por Leopold Loeske y publicado en Hedwigia 46: 305, 310. 1907.

## Especies aceptadas
A continuación se brinda un listado de las especies del género Limprichtia aceptadas hasta junio de 2013, ordenadas alfabéticamente. Para cada una se indica el nombre binomial seguido del autor, abreviado según las convenciones y usos.
- Limprichtia cossonii (Schimp.) L.E. Anderson, H.A. Crum & W.R. Buck
- Limprichtia latinerve (Warnst.) Wheld.
- Limprichtia revolvens (Sw.) Loeske